# A Rua dos Cataventos
A Rua dos Cataventos é o primeiro livro de poesias do escritor brasileiro Mário Quintana, publicado no ano de 1940. 
Composto por 35 sonetos, isto é, poemas de forma fixa, até então bem explorados e em certo desuso, a Rua dos Cataventos antecede a produção posterior de Quintana marcada por versos mais livres, libertos da métrica e da rima. 
A referência principal dos temas dos sonetos são a infância do poeta; outro tema importante é a reflexão sobre a morte. Para isso, evoca elementos como ruas, ventos, nuvens, a Lua, entre outros.
O livro obteve tamanha repercussão que vários de seus sonetos foram transcritos em antologias e livros escolares